# Eine wie keiner
Eine wie keiner ist eine deutsche Filmkomödie der Rat Pack Filmproduktion und ProSieben Television aus dem Jahr 2008. Sie gehört zur Filmreihe Funny Movie von ProSieben, in der verschiedene Filme parodiert werden. Der Film erinnert an die US-amerikanische Highschoolkomödie Eine wie keine aus dem Jahr 1999.

## Handlung
Die Jugendliche Melli zieht vom Kloster in eine Großstadt. Da sie nicht sehr beliebt ist und als graue Maus angesehen wird, möchte sie zur beliebten Mädchenclique der Schule gehören. In der für sie neuen Umgebung verliebt sie sich in Roque. Dieser hat zwar einen ansehnlichen Körper, hält aber bei Mädchen nichts von inneren Werten.
Zu Beginn mögen sich Melli und Roque überhaupt nicht. Sie hält ihn für arrogant und er sie für eine Langweilerin. Dann findet aber Roques Stiefschwester London heraus, dass Melli noch Jungfrau ist. Doch damit London die einzige Jungfrau der Schule bleiben kann, verlangt sie von Roque, Melli zu entjungfern. London verspricht Roque dafür ein Liebesabenteuer mit ihr. Da Roque schon lange mit London schlafen möchte, willigt er ein und verabredet sich mit Melli. Am Abend der Verabredung sehen sich beide einen Film an und Melli erhält einen Anruf, dass sie in sieben Stunden nicht mehr sie selbst sei.
Am nächsten Morgen merken sie, dass sie ihre Körper getauscht haben. Beide entscheiden sich, die Rolle des anderen zu übernehmen. Dieses Unterfangen geht aber schief: Melli versagt bei Roques wichtigem Fußballspiel und bei seinem Tanzauftritt und er bei der wichtigen Aufnahmeprüfung in die Mädchenclique.
Erst als sich Roque und Melli näherkommen und miteinander schlafen, werden beide zurückverwandelt. London hat jedoch das Liebesspiel mit einer Videokamera ausspioniert und verbreitet die Nachricht per Flugblatt in der ganzen Schule. Melli erfährt von Roques Auftrag, den er von seiner Stiefschwester bekommen hat, und verlässt ihn. Roque hat sich aber inzwischen in jene verliebt und versucht alles, um sie zurückzugewinnen.

## Kritik der KJM
Die Kommission für Jugendmedienschutz (KJM) rügte ProSieben für die Ausstrahlung des Films im Hauptabendprogramm. Der „durch eine derb-zotige und sexualbetonte Sprache“ geprägte Film hätte nach 22 Uhr gesendet werden müssen.

## Parodien
- Filme/Serien:
  - Eine wie keine
  - It’s a Boy Girl Thing 
  - Ring – Das Original
  - Eiskalte Engel
  - Harry Potter und der Stein der Weisen
  - American Pie – Wie ein heißer Apfelkuchen
  - Verliebt in Berlin
  - Ein ganz verrückter Freitag
  - Girls Club – Vorsicht bissig!
  - American Beauty
  - Das Leben der Anderen
  - Big
  - Bridget Jones – Schokolade zum Frühstück
  - Eyes Wide Shut
  - Ungeküsst
  - Billy Elliot – I Will Dance

- Personen:
  - Bruce Darnell
  - Roque Santa Cruz
  - Paris Hilton